# Notropis candidus
Notropis candidus är en fiskart som beskrevs av Suttkus, 1980. Notropis candidus ingår i släktet Notropis och familjen karpfiskar. Inga underarter finns listade i Catalogue of Life.